# Aproximante epiglotal
| Aproximante epiglotal | Aproximante epiglotal |
| --------------------- | --------------------- |
| AFI – número          | 174                   |
| AFI – Unicode         | ʢ                     |
| AFI – imagem          |                       |
| Entidade HTML         | &#674;                |
| X-SAMPA               | <\                    |
| Kirshenbaum           |                       |
| Som Exemplo           |                       |

A aproximante e a fricativa epiglotal sonora são tipos de fones consonantais empregados em alguns idiomas. O símbolo no Alfabeto Fonético Internacional que representa este fonema é o [ʢ], e seu equivalente X-SAMPA é <\.

## Características
- Seu modo de articulação é aproximante, ou ocasionalmente fricativa, o que significa que é produzido ao deixar um articulador próximo ao outro o suficiente para criar uma turbulência.
- Seu ponto de articulação é epiglotal, que significa que é articulado com a raiz da língua contra a epiglote.
- O tipo de fonação é sonora, que significa que as cordas vocais vibram durante a articulação.
- É uma consoante oral, que significa que permite que o ar escape pela boca.
- Por ser articulado na garganta, sem nenhum outro contato na boca, esta consoante não é nem central e nem lateral.
- O mecanismo de ar é egressivo, que significa que é articulado empurrando o ar para fora dos pulmões através do aparelho vocal.

## Ocorrências
| Língua | Língua | Palavra | AFI        | Significado | Notas |
| ------ | ------ | ------- | ---------- | ----------- | ----- |
| Árabe  | Árabe  | تَعَشَّى    | [t̪ɑʢɑʃʃɐː] | 'Jantar'    |       |